# 남위 10도
남위 10도는 적도에서 남쪽으로 10도 떨어진 위선이다. 남태평양, 남아메리카, 대서양, 아프리카, 인도양, 오스트랄라시아를 통과한다. 남위 10도선을 경계로 브라질과 페루가 국경선을 형성하고 있다.

## 지나가는 지역
남위 10도는 본초 자오선으로부터 동쪽으로 다음과 같은 지역을 통과한다.
| 좌표                                                    | 나라, 지역, 해역     | 비고 |
| ------------------------------------------------------- | -------------------- | --- |
| 남위 10° 0′ 동경 0° 0′  / 남위 10.000° 동경 0.000°      | 대서양               | |
| 남위 10° 0′ 동경 13° 20′  / 남위 10.000° 동경 13.333°   | 앙골라               | |
| 남위 10° 0′ 동경 22° 12′  / 남위 10.000° 동경 22.200°   | 콩고 민주 공화국     | |
| 남위 10° 0′ 동경 28° 38′  / 남위 10.000° 동경 28.633°   | 잠비아               | |
| 남위 10° 0′ 동경 33° 20′  / 남위 10.000° 동경 33.333°   | 말라위               | |
| 남위 10° 0′ 동경 33° 57′  / 남위 10.000° 동경 33.950°   | 말라위호             | |
| 남위 10° 0′ 동경 34° 31′  / 남위 10.000° 동경 34.517°   | 탄자니아             | |
| 남위 10° 0′ 동경 39° 49′  / 남위 10.000° 동경 39.817°   | 인도양               | 세이셸의 알다브라 군도를 통과 세이셸 파커 환초의 북쪽을 통과 모리셔스의 아갈레가 제도의 북쪽을 통과                                                                                   |
| 남위 10° 0′ 동경 119° 57′  / 남위 10.000° 동경 119.950° | 인도네시아           | 숨바섬 |
| 남위 10° 0′ 동경 120° 49′  / 남위 10.000° 동경 120.817° | 사우해               | |
| 남위 10° 0′ 동경 123° 34′  / 남위 10.000° 동경 123.567° | 인도네시아           | 티모르섬 |
| 남위 10° 0′ 동경 124° 34′  / 남위 10.000° 동경 124.567° | 티모르해             | |
| 남위 10° 0′ 동경 131° 19′  / 남위 10.000° 동경 131.317° | 아라푸라해           | |
| 남위 10° 0′ 동경 141° 39′  / 남위 10.000° 동경 141.650° | 산호해               | 오스트레일리아의 토레스 해협 제도를 통과 |
| 남위 10° 0′ 동경 147° 40′  / 남위 10.000° 동경 147.667° | 파푸아뉴기니         | 뉴기니섬 |
| 남위 10° 0′ 동경 149° 51′  / 남위 10.000° 동경 149.850° | 솔로몬해             | |
| 남위 10° 0′ 동경 150° 54′  / 남위 10.000° 동경 150.900° | 파푸아뉴기니         | 노만비섬 |
| 남위 10° 0′ 동경 151° 17′  / 남위 10.000° 동경 151.283° | 솔로몬해             | 솔로몬 제도의 과달카날섬 남쪽을 통과 |
| 남위 10° 0′ 동경 161° 20′  / 남위 10.000° 동경 161.333° | 태평양               | 솔로몬 제도 마라마시케섬과 마키라섬 사이를 통과 솔로몬 제도 울라와 섬의 남쪽을 통과 솔로몬 제도 더프제도와 리프제도 사이를 통과 투발루의 누쿨라엘라에 환초와 니울라키타섬 사이를 통과 |
| 남위 10° 0′ 서경 161° 5′  / 남위 10.000° 서경 161.083°  | 쿡 제도              | 라카항가 |
| 남위 10° 0′ 서경 161° 4′  / 남위 10.000° 서경 161.067°  | 태평양               | |
| 남위 10° 0′ 서경 150° 15′  / 남위 10.000° 서경 150.250° | 키리바시             | 캐롤라인섬 |
| 남위 10° 0′ 서경 150° 14′  / 남위 10.000° 서경 150.233° | 태평양               | |
| 남위 10° 0′ 서경 139° 8′  / 남위 10.000° 서경 139.133°  | 프랑스령 폴리네시아  | 타후아타섬 |
| 남위 10° 0′ 서경 139° 6′  / 남위 10.000° 서경 139.100°  | 태평양               | |
| 남위 10° 0′ 서경 138° 50′  / 남위 10.000° 서경 138.833° | 프랑스령 폴리네시아  | 모호타니섬 |
| 남위 10° 0′ 서경 138° 48′  / 남위 10.000° 서경 138.800° | 태평양               | |
| 남위 10° 0′ 서경 78° 12′  / 남위 10.000° 서경 78.200°   | 페루                 | |
| 남위 10° 0′ 서경 72° 10′  / 남위 10.000° 서경 72.167°   | 브라질과 페루의 국경 | |
| 남위 10° 0′ 서경 71° 21′  / 남위 10.000° 서경 71.350°   | 페루                 | |
| 남위 10° 0′ 서경 70° 37′  / 남위 10.000° 서경 70.617°   | 브라질               | 아크리주 |
| 남위 10° 0′ 서경 66° 45′  / 남위 10.000° 서경 66.750°   | 볼리비아             | |
| 남위 10° 0′ 서경 65° 19′  / 남위 10.000° 서경 65.317°   | 브라질               | 혼도니아주 마투그로스주 토칸칭스주 마라냥주 피아우이주 바이아주 세르지피주 알라고아스주                                                                                               |
| 남위 10° 0′ 서경 36° 0′  / 남위 10.000° 서경 36.000°    | 대서양               | |

## 같이 보기
- 남위 9도
- 남위 11도